# Хорхе Робледо
Хорхе Робледо (ісп. Jorge Robledo) або Джордж Робледо (англ. George Robledo, нар. 14 квітня 1926, Ікіке — пом. 1 квітня 1989, Він'я-дель-Мар) — чилійський футболіст, що грав на позиції нападника.
Виступав, зокрема, за клуби «Ньюкасл Юнайтед» та «Коло-Коло», а також національну збірну Чилі.
Дворазовий володар Кубка Англії.

## Клубна кар'єра
Народився у чилійському місті Ікіке в родині чилійця і англійки. У дитячому віці 1932 року родина переїхала до Англії, де Робледо згодом працював на вугільній шахті, а також грав на аматорському рівні за «Гаддерсфілд Таун».
У професійному футболі дебютував 1946 року виступами за команду друголігового клубу «Барнслі», в якій провів три сезони, взявши участь у 105 матчах чемпіонату.
Своєю грою за цю команду привернув увагу представників тренерського штабу клубу «Ньюкасл Юнайтед», до складу якого приєднався 1949 року. Відіграв за команду з Ньюкасла наступні чотири сезони своєї ігрової кар'єри. Більшість часу, проведеного у складі «Ньюкасл Юнайтед», був основним гравцем атакувальної ланки команди. У складі «Ньюкасл Юнайтед» був одним з головних бомбардирів команди, маючи середню результативність на рівні 0,56 голу за гру першості, а в сезоні 1951/52 з 33 голами став найкращим бомбардиром чемпіонату Англії. У складі «Ньюкасла» двічі виборював титул володаря Кубка Англії.
1953 року повернувся на історичну батьківщину, уклавши контракт з клубом «Коло-Коло», де відразу став головною зіркою у нападі команди. Протягом двох перших сезонів у Чилі ставав переможцем у сперечці бомбардирів національної першості, забивши відповідно 26 і 25 голів за сезон. Загалом у складі «Коло-Коло» провів наступні п'ять років своєї кар'єри гравця.
Завершив професійну ігрову кар'єру у клубі «О'Хіггінс», за команду якого виступав протягом 1958—1960 років.
Помер 1 квітня 1989 року на 63-му році життя у місті Він'я-дель-Мар.

## Виступи за збірну
1950 року гравця «Ньюкасл Юнайтед», який усе доросле на той час життя провів в Англії і навіть не розмовляв іспанською запросили до лав національної збірної Чилі для участі у тогорічному чемпіонаті світу, що проходив у Бразилії. Робледо прийняв пропозицію і виступив на мундіалі, де, зокрема грав проти збірної Англії та відзначився голом у ворота збірної США.
Загалом протягом кар'єри у національній команді, яка тривала 8 років, провів у формі головної команди країни 31 матч, забивши 8 голів. За цей час також був учасником чемпіонатів Південної Америки 1955 і 1957 років.

## Титули і досягнення

### Командні
- Володар Кубка Англії (2):

«Ньюкасл Юнайтед»: 1950–1951, 1951–1952
- Срібний призер Чемпіонату Південної Америки: 1955

### Особисті
- Найкращий бомбардир чемпіонату Англії: 1951–1952 (33)
- Найкращий бомбардир чемпіонату Чилі (2): 1953 (26), 1954 (25)